# Rio Grande (Iguaçu)
Der Rio Grande ist ein etwa 44 km langer rechter Nebenfluss des Rio Iguaçu im Süden des brasilianischen Bundesstaats Paraná.

## Geografie

### Lage
Das Einzugsgebiet des Rio Grande befindet sich auf dem Terceiro Planalto Paranaense (Dritte oder Guarapuava-Hochebene von Paraná).

### Verlauf
Sein Quellgebiet liegt im Munizip Pinhão auf 1.121 m Meereshöhe etwa 15 km südlich des Hauptorts in der Nähe der PR-170.
Der Fluss verläuft überwiegend in südwestlicher Richtung. Auf seinen letzten 10 km wendet er sich in einem weiten Bogen nach links. Er mündet von Nordosten kommend auf 626 m Höhe von rechts in den Rio Iguaçu. Er ist etwa 44 km lang.

### Munizipien im Einzugsgebiet
Der Rio Grande verläuft vollständig innerhalb des Munizips Pinhão.